# Trà Bá
Trà Bá là một phường cũ thuộc thành phố Pleiku, tỉnh Gia Lai, Việt Nam.
Dân số năm 2018 là 15.918 người, mật độ dân số đạt 3.891 người/km².
Năm 2025, theo Nghị quyết số 1664/NQ-UBTVQH15, thực hiện giải thể thành phố Pleiku và hợp nhất toàn bộ diện tích tự nhiên và dân số của phường Trà Bá, Chi Lăng và Hội Phú thành phường mới với tên gọi là phường Hội Phú.

## Địa lý
Trà Bá là một trong những phường trung tâm của thành phố Pleiku:
- Phía Đông giáp phường Thắng Lợi
- Phía Tây giáp phường Hội Phú
- Phía Nam giáp phường Chi Lăng
- Phía Bắc giáp phường Phù Đổng